# 타루족

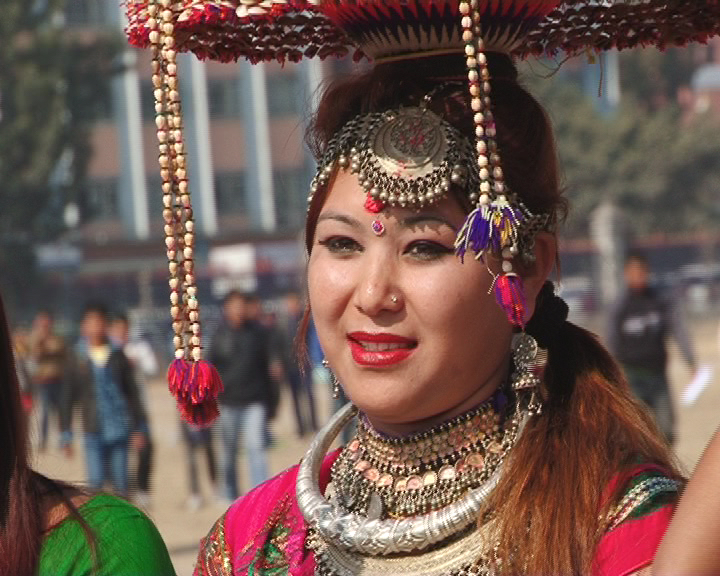
전통 복장을 입은 타루족 여성

타루족(Thāru, थारू)은 네팔 남부의 테라이 지대와 인도 북부에 걸쳐 거주하는 민족 집단이다. 인도아리아계의 타루어를 모어로 사용한다. 이들은 네팔 정부에 의해 공인된 민족 집단 중 하나이다. 인도에서는 우타라칸드주, 우타르프라데시주, 비하르주에 주로 거주하는데, 인도 정부에서는 타루족을 지정 부족의 하나로 분류하고 있다.